# Aleksander Ligaj

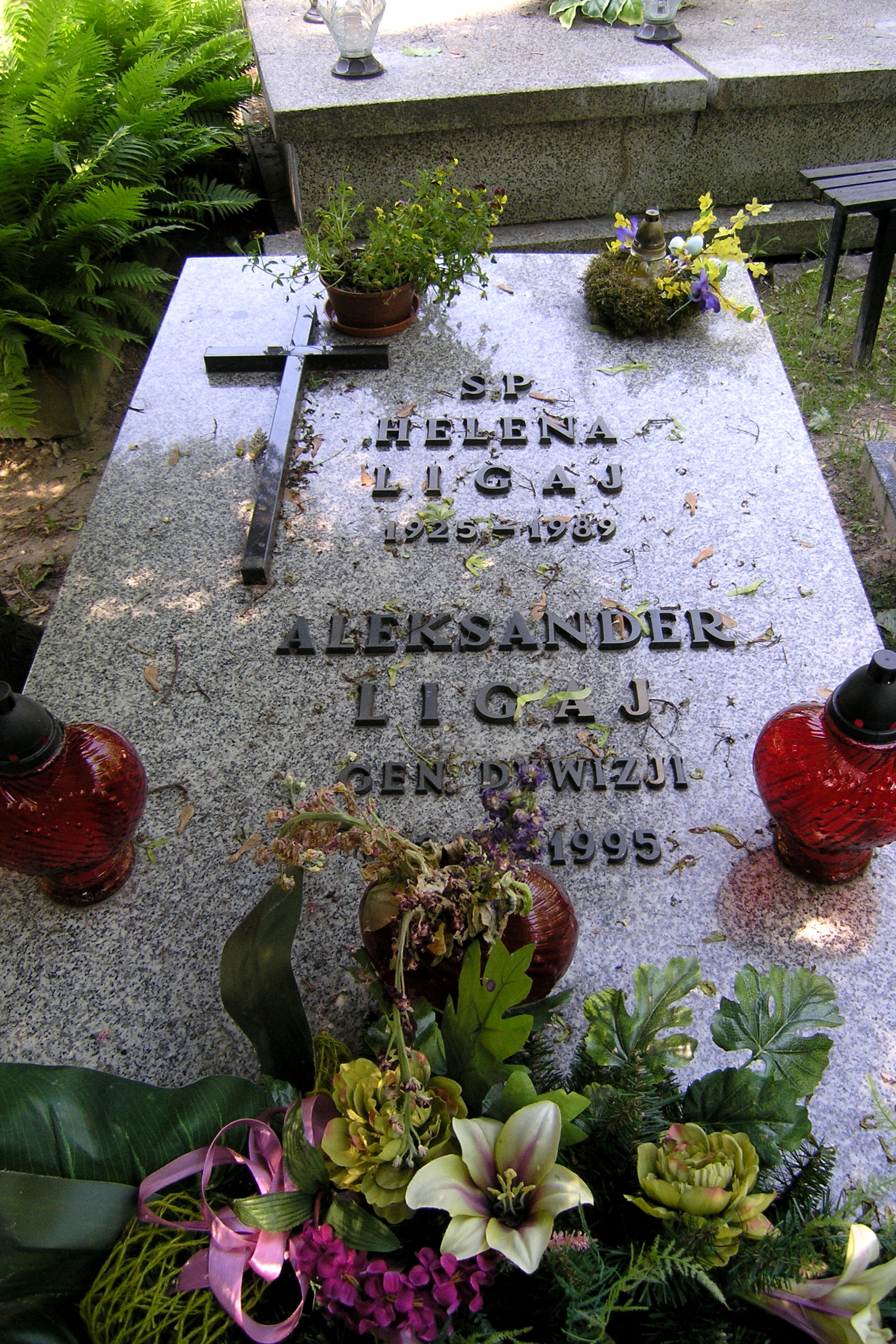
Grób gen. Aleksandra Ligaja na Cmentarzu Wojskowym na Powązkach

Aleksander Ligaj (ur. 7 lipca 1922 we wsi Majdan-Grabina, zm. 16 października 1995 w Warszawie) – generał dywizji LWP, wieloletni szef Inspekcji Sił Zbrojnych i zastępca Głównego Inspektora Szkolenia WP

## Życiorys
Urodził się rodzinie chłopskiej we wsi Majdan-Grabina w powiecie Kraśnik. Miał sześcioro rodzeństwa. Do 1935 skończył 7 klas szkoły powszechnej w rodzinnej wsi. 28 XI 1944 wstąpił do WP w Lublinie, gdzie skończył Oficerską Szkołę Piechoty nr 2. 29 kwietnia 1945 promowany na podporucznika w korpusie oficerów piechoty. Następnie służył w 18 Dywizji Piechoty (dowódca plutonu w 13 pułku szkolnym, dowódca kompanii w 65 pułku piechoty). W drugiej połowie 1946 i na początku 1947 brał udział w walkach ze zbrojnym podziemiem na Białostocczyźnie. 1947 ukończył kurs dowódców batalionów w Wyższej Szkole Piechoty w Rembertowie. W styczniu 1948 roku został dowódcą pułkowej szkoły podoficerskiej w Białymstoku. 3 lutego 1949 został dowódcą 51 pułku piechoty w Malborku, a w lipcu 1949 dowódcą 55 pułku piechoty w Elblągu. W listopadzie 1950 roku skierowany na kurs dowódców pułków w Wyższej Szkole Piechoty. W sierpniu 1951 r. objął dowództwo 55 pułku zmechanizowanego w Elblągu. 15 stycznia 1954 został zastępcą dowódcy, a 13 kwietnia 1955 dowódcą 16 Dywizji Zmechanizowanej w Elblągu. Wówczas otrzymał również awans do stopnia pułkownika. W latach 1955–1957 studiował w Wyższej Akademii Wojskowej im. K. Woroszyłowa w Moskwie. W 1959 zdał maturę w warszawskim liceum dla dorosłych. Kierował oddziałami i zarządami w Szefostwie Wojsk Pancernych oraz Inspektoracie Szkolenia WP. W lipcu 1960 awansowany do stopnia generała brygady (nominację wręczył mu w Belwederze przewodniczący Rady Państwa PRL Aleksander Zawadzki). Od sierpnia 1961 zastępca dowódcy Warszawskiego Okręgu Wojskowego ds. liniowych. Od września 1965 zastępca szefa Inspektoratu Szkolenia WP, a od 31 marca 1966 szef Inspekcji Sił Zbrojnych.
W 1971 ukończył Kurs Operacyjno-Strategiczny w Akademii Sztabu Generalnego Sił Zbrojnych ZSRR im. K. Woroszyłowa w Moskwie. W październiku 1971 mianowany generałem dywizji (nominację wręczył mu w Belwederze przewodniczący Rady Państwa PRL Józef Cyrankiewicz). W lutym 1973 przeniesiony na stanowisko zastępcy Głównego Inspektora Szkolenia WP. Na stanowisku tym pozostawał przez ponad 10 lat. W listopadzie 1981 prosił ministra obrony narodowej gen. armii Wojciecha Jaruzelskiego o pozostawienie w służbie przez okres 4–5 lat, jednak minister nie wyraził zgody. Służbę w WP zakończył w grudniu 1983. Na własną prośbę nie został pożegnany przez kierownictwo MON w związku z zakończeniem zawodowej służby wojskowej, prosił o niewręczanie mu nawet pisma pożegnalnego oraz o niepodawanie w prasie wojskowej informacji o jego odejściu z WP. Łącznie służył w WP przez 39 lat, w tym 23 lata w stopniu generalskim.
Za okres służby otrzymywał dobre opinie przełożonych. Podkreślano w nich jego wytrzymałość na trudy służby wojskowej. Wyróżniany był m.in. za udział w ćwiczeniach „Lato-70”, gdzie występował jako zastępca dowódcy frontu do spraw liniowych.
Został pochowany na Cmentarzu Wojskowym na Powązkach w Warszawie (kwatera BII-1-1).

## Działalność agenturalna
Według materiałów zgromadzonych w archiwum (inwentarzu) Instytutu Pamięci Narodowej był w latach 1946–1980 zarejestrowany jako tajny współpracownik (rezydent) Informacji Wojskowej oraz Wojskowej Służby Wewnętrznej o pseudonimie „Wiarus”.

## Awanse
W trakcie wieloletniej służby w Wojsku Polskim otrzymywał awanse na kolejne stopnie wojskowe:
- podporucznik – 1945
- porucznik – 1946
- kapitan – 1947
- major – 1948
- podpułkownik – 1950
- pułkownik – 1955
- generał brygady – 1960
- generał dywizji – 1971

## Życie prywatne
Mieszkał w Warszawie, żonaty z Heleną Ligaj (1925-1989), dwoje dzieci.

## Odznaczenia
- Order Sztandaru Pracy I klasy (1973)[4]
- Order Sztandaru Pracy II klasy (1964)
- Krzyż Komandorski Orderu Odrodzenia Polski (1968)
- Krzyż Oficerski Orderu Odrodzenia Polski (1959)
- Krzyż Walecznych (1946)
- Złoty Krzyż Zasługi (1952)
- Srebrny Krzyż Zasługi (1946)
- Medal 10-lecia Polski Ludowej
- Medal 30-lecia Polski Ludowej
- Srebrny Medal „Zasłużonym na Polu Chwały” (1946)
- Złoty Medal „Siły Zbrojne w Służbie Ojczyzny” (1968)
- Srebrny Medal „Siły Zbrojne w Służbie Ojczyzny”
- Brązowy Medal „Siły Zbrojne w Służbie Ojczyzny”
- Złoty Medal „Za zasługi dla obronności kraju” (1973)
- Srebrny Medal „Za zasługi dla obronności kraju” (1968)
- Brązowy Medal „Za zasługi dla obronności kraju”
- Medal pamiątkowy „Za zasługi dla Warszawskiego Okręgu Wojskowego” (1970)[5]
- Order Czerwonej Gwiazdy (ZSRR) (1968)
- Medal „Za zwycięstwo nad Niemcami w Wielkiej Wojnie Ojczyźnianej 1941–1945” (ZSRR) (1946)
- Medal jubileuszowy „Dwudziestolecia zwycięstwa w Wielkiej Wojnie Ojczyźnianej 1941–1945” (ZSRR)
- Medal 30-lecia Zwycięstwa w Wielkiej Wojnie Ojczyźnianej 1941–1945 (ZSRR)

I inne.